# Miasta Portoryko
Według danych oficjalnych pochodzących z 2010 roku Portoryko (nieinkorporowane terytorium Stanów Zjednoczonych) posiadało ponad 70 miast o ludności przekraczającej 1,6 tys. mieszkańców. Stolica kraju San Juan jako jedyne miasto liczyło ponad 300 tys. mieszkańców; 3 miasta z ludnością 100÷300 tys.; 3 miasta z ludnością 50÷100 tys.; 6 miast z ludnością 25÷50 tys. oraz reszta miast poniżej 25 tys. mieszkańców.

## Największe miast w Portoryko
Największe miast w Portoryko według liczebności mieszkańców (stan na 01.04.2010):
| L.p. | Miasto        | Terytorium | Liczba ludności |
| ---- | ------------- | ---------- | --------------- |
| 1.   | San Juan      | Portoryko  | 381 931         |
| 2.   | Bayamón       | Portoryko  | 185 996         |
| 3.   | Carolina      | Portoryko  | 157 832         |
| 4.   | Ponce         | Portoryko  | 132 502         |
| 5.   | Caguas        | Portoryko  | 82 243          |
| 6.   | Guaynabo      | Portoryko  | 75 443          |
| 7.   | Mayagüez      | Portoryko  | 70 463          |
| 8.   | Trujillo Alto | Portoryko  | 48 437          |
| 9.   | Arecibo       | Portoryko  | 44 191          |

## Alfabetyczna lista miast w Portoryko
Spis miast Portoryko powyżej 1,6 tys. mieszkańców według danych szacunkowych z 2010 roku:
- Adjuntas
- Aguadilla
- Aibonito
- Añasco
- Arecibo
- Arroyo
- Bayamón
- Cabo Rojo
- Caguas
- Campanilla
- Candelaria
- Candelaria Arenas
- Canóvanas
- Carolina
- Cataño
- Cayey
- Ceiba
- Cidra
- Coamo
- Coco
- Corozal
- Culebra
- Dorado
- Fajardo
- Florida
- Guánica
- Guayama
- Guayanilla
- Guaynabo
- Gurabo
- Hatillo
- Hormigueros
- Humacao
- Ingenio
- Isabela
- Juana Díaz
- Juncos
- Lajas
- Lares
- Las Piedras
- Levittown
- Luquillo
- Manatí
- Mayagüez
- Naguabo
- Pájaros
- Peñuelas
- Ponce
- Puerto Real
- Punta Santiago
- Quebradillas
- Río Grande
- Sabana Grande
- Sabana Seca
- Salinas
- San Antonio
- San Germán
- San Isidro
- San Juan
- San Lorenzo
- San Sebastián
- Santa Bárbara
- Santa Isabel
- Trujillo Alto
- Utuado
- Vega Alta
- Vega Baja
- Vieques
- Yabucoa
- Yauco